# Sid Vicious
Sid Vicious vlastním jménem John Simon Ritchie (10. května 1957 – 2. února 1979) byl anglický punkový hudebník a basový kytarista skupiny Sex Pistols. Zemřel na předávkování heroinem ve 21 letech.

## Život

### První roky
Narodil se v Londýně manželům Johnovi (členovi granátnické gardy) a Anne Ritchie. Jeho otec odešel krátce po jeho narození. Během jeho prvních let se se svou matkou přestěhoval na španělský ostrov Ibiza, kde se údajně živila prodáváním drog. Dvojice se později přestěhovala zpět do Anglie, kde si Anne vzala Christophera Beverleyho a poté se v roce 1965 usadili v Kentu, Anglii.
Jeho nevlastní otec zemřel za půl roku a on se svou matkou žil do roku 1968 v pronajatém bytě v Tunbridge Wells, kde navštěvoval Sandown Court School. V roce 1971 se pár přestěhoval do Hackney ve východním Londýně.
Lemmymu Kilmisterovi v rozhovoru pro hudební časopis Mojo řekl, že ve čtrnácti letech prodával LSD na koncertech rockové skupiny Hawkwind.
Od roku 1974 začal užívat drogy nitrožilně se svojí matkou, zvláště amfetaminy. Od roku 1975 si začal ubližovat a vystavovat své protisociální přesvědčení. V té době také napadl důchodce.

### Sid Vicious
Svými vrstevníky byl popisován jako „hubený, ale příjemný“, přijal umělecké jméno „Sid Vicious“, které vzniklo z ironického vtipu Johna Lydona, jenž měl křečka „Sida“, který zřejmě Johna kousl a následovně jím byl přezdívaný Vicious (zvrácený, zlý, zvrhlý). Také se dále udává, že jméno Vicious vzniklo z písničky od (Lou Reeda), stejného jména. Ačkoliv Simon bylo jeho první jméno, často se uváděl jako „John“. Tehdy squattoval s Johnem Lydonem, Johnem Wardlem (Jah Wobble) a Johnem Greyem. (Čtyřka byla někdy označována jako Čtyři Johnové). Sid se údajně snažil uvést na pravou míru mediální výmysly okolo svého dospívání a jména, ačkoliv to John Lydon (Johnny Rotten) údajně okomentoval slovy: „Sid nemohl najít cestu ven z pytlíku chipsů“.

### Bromley Contingent, Flowers of Romance a Banshees
Svoji hudební kariéru začal jako člen skupiny Flowers of Romance, spolu se zakládajícím členem skupiny The Clash, Keithem Levenem (který později spoluzaložil „popistolovský“ projekt Public Image Ltd). Uvolnil společnost s Bromley Contingent, modu avant-gardy, která následovala skupinu Sex Pistols a hrál na bubny spolu se Siouxsie and the Banshees na jejich známém prvním vystoupení v 100 Club Punk Festival v londýnské Oxford Street.
Podle fotografa skupiny, Dennise Morrise, byl „ve skutečnosti stydlivá osoba“, ale byl proslulý hlavně díky své násilnické osobnosti. Na festivalu 100 Club Punk Festival hodil sklenici od piva, která se roztříštila a střep zasáhl dívku, která následovně oslepla na jedno oko. Ritchie je obecně považován za zodpovědného, ale nikdy se to neprokázalo. Při jiném koncertu v londýnském 100 Clubu napadl reportéra časopisu NME, Nicka Kenta, motorkářským řetězem a na další akci v londýnském nočním klubu ohrožoval DJ BBC a zpravodaje hudebního pořadu Old Grey Whistle Test, Boba Harrise.

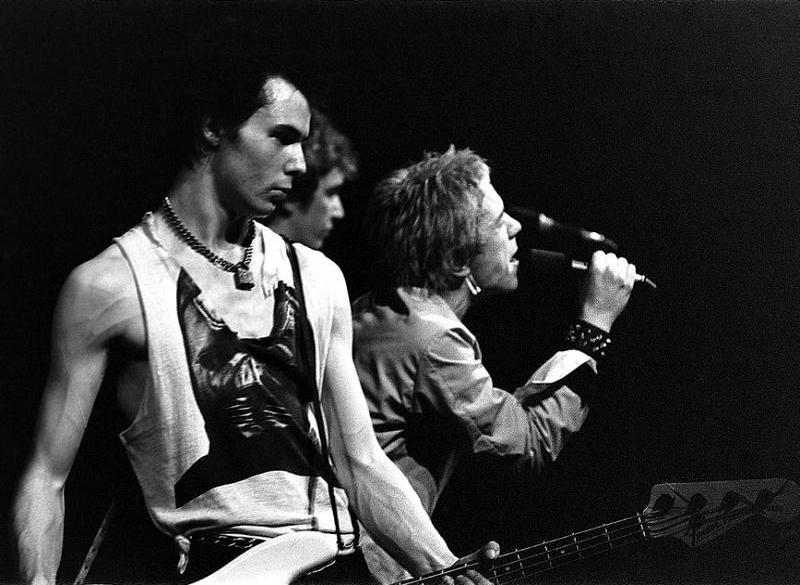
Sex Pistols v roce 1977. Zleva: Vicious, Steve Jones, Johnny Rotten.

### Sex Pistols
Byl známý jako „hlavní fanoušek Sex Pistols“ a blízký přítel zpěváka Johnnyho Rottena, byl požádán, aby vstoupil do kapely po odchodu Glena Matlocka v únoru 1977. Manažer Malcolm McLaren jednou prohlásil: „Jestliže Rotten je hlas punku, pak Vicious je vzhled punku.“ Jeho punková osobnost byla daleko více užitečná než jakýkoliv talent pro hraní, takže nebyl slavný pro své hrací schopnosti, ačkoliv měl nějaké vlohy pro skládání, které předvedl ve skladbě „Belsen Was a Gas“, kterou složil úplně sám. Biografie skupiny Sex Pistols od Jona Savage, England’s Dreaming, podrobně líčí, že většinu basových partů skupiny na pozdějších nahrávkách odehrál kytarista Steve Jones a na pozdějších vystoupeních byl někdy Viciousův zesilovač vypnut. Sid prý musel požádat Lemmyho Kilmistera ze skupiny Motörhead, aby ho naučil hrát na basu se slovy: „Neumím hrát na basu“. Lemmyho odpověď byla (podle Lemmyho samotného): „Já vím“. Lydon ve své autobiografii No Irish, No Blacks, No Dogs píše: „Sid nebyl vůbec špatný pro tří-akordové skladby“. Sidovo první vystoupení se Sex Pistols bylo 3. dubna 1977 v Screen on the Green v Londýně. Jeho debut zfilmoval Don Letts a objevil se ve filmu Punk Rock Movie.

### Nancy Spungen a konec Sex Pistols
V listopadu 1977 potkal americkou groupie Nancy Spungen a hned spolu začali chodit (Spungen přijela do Londýna hledat Jerryho Nolana ze skupiny Heartbreakers). Byla závislá na heroinu a Sid, který už uvěřil své „Live Fast, Die Young“ image, se k ní brzy připojil. Ačkoliv byli hluboce zamilovaní, jejich násilnický a svízelný vztah měl ničivý dopad na skupinu Sex Pistols. Skupina i Vicious začali viditelně upadat během jejich amerického turné v roce 1978. Pistols se rozešli v San Franciscu po svém koncertě ve Winterland Ballroom 14. ledna 1978. Sid se se Spungen ve funkci „manažera“ pustil do sólové kariéry, během které vystupoval spolu s ostatními hudebníky včetně Micka Jonese ze skupiny The Clash, Glena Matlocka, původního basisty Sex Pistols, Rata Scabiese z The Damned a Jerryho Nolana a Johnnyho Thunderse z New York Dolls.

### Smrt Sida a Nancy
Spolu se Spungen byli uvěznění ve svém vlastním světě drogové závislosti a sebezničení. Záznam rozhovoru s nimi ukazuje pár pokoušející se odpovědět na otázky ze své postele: Spungen odpovídá stěží a nesouvisle, zatímco on upadá do bezvědomí a přichází zpět k vědomí. Poté byl velmi blízko sebevraždě, následovalo předávkování heroinem a musel být na čas hospitalizován. Ráno 12. října 1978 se údajně probudil z drogového omámení a našel Nancy mrtvou, zhroucenou na podlaze koupelny v jejich pokoji (pokoj č. 100) v hotelu Chelsea v New Yorku. Zřejmě zemřela následkem jediné bodné rány do břicha a vykrvácela. Byl obviněn z její vraždy, ačkoliv řekl, že si nepamatuje, co dělal. Existuje několik teorií, že Nancy byla zavražděna někým jiným, většinou se uvádí, že jedním z drogových dealerů, kteří navštívili jejich pokoj té noci a zahrnuje i možnou krádež jistých předmětů (včetně značného finančního obnosu), které byly prohlášeny za ztracené z pokoje.
Po soudním stání po smrti Spungen s ním udělali novináři krátký televizní rozhovor (záznam se objevil ve filmu The Filth and the Fury). Mírně se třásl a zdál se střízlivý, mrzutý a stažený do sebe:
Novinář: Bavíte se dobře?
Vicious: Děláte si prdel? Ne, vůbec se nebavím.
(dlouhá pauza)
Novinář: Kde byste teď chtěl být?
Vicious: Pod zemí.
Novinář: Myslíte to vážně?
Vicious: (tiše a smutně) Jo.
Kauce 30 000 $ byla zaplacena společností Virgin Records na žádost Malcolma McLarena. Viciousův plán bylo nahrát album se zbývajícími členy Sex Pistols, Stevem Jonesem a Paulem Cookem, aby si mohl opatřit finance na obhajobu. Byla to kolekce cover verzí zahrnujících (podle McLarena) White Christmas a Mack the Knife. Podle Paula Cooka je dále možné, že album byla kolekce oblíbených Sidových skladeb a byly by tam obsaženy i hity od The Stooges, Ramones, New York Dolls a The Heartbreakers. V únoru 1979 se v domě jeho nové přítelkyně Michelle Robinson konal večírek na oslavu jeho propuštění. Sid podstoupil během svého pobytu ve věznici Rickers Island protidrogovou léčbu a byl pravděpodobně čistý. Nicméně na večírku získal od své matky čistý heroin a byl následujícího rána mrtev, protože si vzal nadměrnou dávku. Dohady trvaly na tom, že Vicious, který nebyl schopný žít bez své milované Nancy, spáchal sebevraždu. Napsal o ní následující báseň, která se našla na utrženém papíře v jeho kapse, když zemřel:
Nancy
You were my little baby girl
And I knew all your fears.
Such joy to hold you in my arms
and kiss away your tears.
But now you’re gone. There’s only pain
And nothing I can do.
And I don’t want to live this life
If I can’t live for you.

Policejní detektiv Richard Housemanem a spisovatel Alan Parker podali teorii v dokumentu televize Discovery Posledních 24 hodin naznačující, že Sidova matka byla zodpovědná za podání osudné nadměrné dávky heroinu. Jelikož byla pravidelná uživatelka heroinu, domnívají se, že podání smrtelné dávky bylo úmyslné.
Sidova matka našla Sidův dopis na rozloučenou uvnitř kapsy jeho bundy před jeho pohřbem. Byl napsán na obě strany malého kusu linkovaného papíru nejistým hůlkovým písmem.
WE HAD A DEATH
PACT
I HAVE TO KEEP
MY HALF OF THE
BARGAIN.
PLEASE BURY ME
NEXT TO MY BABY.
BURY ME IN MY
LEATHER JACKET,
JEANS AND MOTOR
CYCLE BOOTS
GOODBYE
Sidova matka zavolala po jeho smrti Deborah Spungen, matce Nancy, aby ji požádala o povolení pohřbít svého syna vedle Nancy, ale Deborah Spungen odmítla. Existují pověsti o tom, co se stalo s Viciousovými ostatky, ale jeden z nejrozšířenějších bájí je, že později jedné noci, „Sidova matka přelezla zeď hřbitova, kde byla Nancy pohřbena a rozptýlila Sidův popel po jeho milované, aby spolu mohli být navždy“.
Podle časopisu Guardian „je pravděpodobnější, že Sidova máma přijela zpět na letiště Heathrow s jeho ostatky. Malcolm McLaren tvrdí, že je převrhla v letištní hale, proto vymyšlený mýtus, že Sidova esence je unášena skrz větrací otvor a pohybuje se mezi cestujícími“.
Album Sid Sings vydala po jeho smrti společnost Virgin Records. Byla to kolekce většinou cover verzí nahraných na jeho živých vystoupeních v Max’s Kansas City v září 1978. Skladby obsahují „C’mon Everybody“ a „Something Else“ od Eddieho Cochrana spolu s materiálem Iggyho Popa a Johnnyho Thunderse a ztvárnění skladby „My Way“ od Paula Anky a Franka Sinatry. Neobyčejný záznam vystoupení Viciouse v Paříži poskytl závěrečnou scénu pro film Juliena Templa The Great Rock 'n' Roll Swindle. Dále album obsahuje cover verzi skladby „Born to Lose“ od Heartbreakers, která byla natočená na posledním britském vystoupení Sex Pistols v Ivanhoe’s ve městě Huddersfield na Štědrý den roku 1977 s Viciousem za mikrofonem.

## Diskografie
Zmapovaná vydání

### Singly
- 30. června 1979 – „My Way“ #7 UK
- 20. února 1979 – „Something Else“ #3 UK
- 22. června 1979 – „C’mon Everybody“ #3 UK

### Album
- 15. prosince 1979 – Sid Sings #30 UK

### Různé nahrávky
- My Way/Something Else/C’mon Everybody (1979, 12”, Barclay, Barcley 740 509)
- Live (1980, LP, Creative Industry Inc., JSR 21)
- Vicious Burger (1980, LP, UD-6535, VD 6336)
- Love Kills N.Y.C. (1985, LP, Konexion, KOMA 788020)
- The Sid Vicious Experience – Jack Boots and Dirrty Looks (1986, LP, Antler 37)
- The Idols With Sid Vicious (1993, CD, Last Call Records, LC22289)
- Never Mind the Reunion Here’s Sid Vicious (1997, CD)
- Sid Dead Live (1997, CD, Anagram, PUNK 86)
- Sid Vicious Sings (1997, CD)
- Vicious & Friends (1998, CD, Dressed To Kill Records, Dress 602)
- Better (to provoke a reaction than to react a provocation) (1999, CD, Almafame, YEAAH6)
- Probably His Last Ever Interview (2000, CD, OZIT, OZITCD62)
- Better (2001, CD)
- Vive Le Rock (2003, 2CD)
- Too Fast To Live… (2004, CD)
- Naked & Ashamed (7”, Wonderful Records, WO-73)
- Sid Live At Max’s Kansas City (LP, JSR 21)
- Sid Vicious (LP, Innocent Records, JSR 23)
- Sid Vicious Mc Donald Bros. Box (3CD, Sound Solutions)

### Sid Vicious & Friends
- (Don’t You Gimme) No Lip/(I’m Not Your) Steppin’ Stone (1989, 7”, SCRATCH 7)
- Sid Vicious & Friends (1998, CD, Cleopatra, #251, ASIN: B000001AS)

### Sid Vicious/Eddie Cochran
- Sid Vicious v’s Eddie Cochran – The Battle Of The Rockers (LP, Jock, LP 7)

### Sid Vicious/Elvis Presley
- Cult Heroes (1993, CD)

## Filmy se Sidem Viciousem
1. Sex Pistols Number One (1976, režie Derek Jarman)
2. Will Your Son Turn into Sid Vicious? (1978)
3. Mr. Mike's Mondo Video (1979, režie Michael O'Donoghue)
4. The Punk Rock Movie (1979, režie Don Letts)
5. The Great Rock'n'Roll Swindle (1980, režie Julien Temple, VHS/DVD. Hlavní roli ve filmu Juliena Templa, The Great Rock’n’Roll Swindle, hrají nahrávky Sida Viciouse. Jako jeho videa ke skladbám „My Way“ a „Something Else“, stopáže z živých vystoupení Sex Pistols a úryvky z videa „C’mon Everybody“.)
6. DOA (1981, režie Lech Kowalski)
7. Buried Alive (1991, Sex Pistols)
8. Decade (1991, Sex Pistols)
9. Bollocks to Every (1995, Sex Pistols)
10. Filth to Fury (1995, Sex Pistols)
11. Classic Chaotic (1996, Sex Pistols)
12. Kill the Hippies (1996, Sex Pistols, VHS)
13. The Filth and The Fury (2000, režie Julien Temple, VHS/NTSC/DVD)
14. Live at the Longhorn (2001, Sex Pistols)
15. Live at Winterland (2001, Sex Pistols, DVD)
16. Never Mind the Bollocks Here's the Sex Pistols (2002, Sex Pistols, VHS/DVD)
17. Punk Rockers (2003, Sex Pistols, DVD)
18. Blood on the Turntable: The Sex Pistols (2004, režie Steve Crabtree)
19. Music Box Biographical Collection (2005, Sex Pistols, DVD)
20. Punk Icons (2006, Sex Pistols, DVD)
21. Chaos! Ex Pistols Secret History: The Dave Goodman Story (2007, Sex Pistols, DVD)
22. Pirates of Destiny (2007, režie Tõnu Trubetsky, DVD)
23. Rock Case Studies (2007, Sex Pistols, DVD)
24. In Search of Sid (2009, BBC Radio 4, Jah Wobble)[3]

- Poněkud smyšlený je film o vztahu mezi Viciousem a Spungen, Sid a Nancy, který režíroval Alex Cox v roce 1986. V hlavní roli s Garym Oldmanem v roli Sida Viciouse.

## Různá četba
- Anne Beverley, The Sid Vicious Family album (1980, Virgin Books)
- Gerald Cole, Sid And Nancy (1986, Methuen)
- Alex Cox & Abbe Wool, Sid And Nancy (1986, Faber and Faber)
- Keith Bateson and Alan Parker, Sid’s Way (1991, Omnibus Press)
- Tom Stockdale, Sid Vicious. They Died Too Young (1995, Parragon)
- Malcolm Butt, Sid Vicious. Rock‘n’Roll Star (1997, Plexus)
- David Delton, El Sid (1998, St. Martin’s Griffin)
- Sid Vicious, Too Fast To Live…Too Young to Die (1999, Retro Publishing)
- Alan Parker, Vicious. Too Fast To Live… (2004, Creation Books)
- Mark Paytress, Sid Vicious. The Art of Dying Young (2004, Sacuntary Publishing)
- Nancyina matka, Deborah, napsala knihu And I Don’t Want to Live This Life o své dceři a o jejím vztahu s Viciousem.
- Dee Dee Ramone, basista punkové skupiny The Ramones, byl přítel Sida. Dee Dee, který zemřel na otravu heroinem v roce 2002, napsal novelu Chelsea Horror Hotel. Dee Dee se se svojí manželkou přesune do hotelu Chelsea a domnívá se, že jsou ve stejném pokoji, ve kterém Sid zabil Nancy. Ve své knize navštíví duch Sida znovu Dee Deeho, stejně jako ostatní punk rockoví přátelé Johnny Thunders a Stiv Bators.

## Sid Vicious v populární kultuře
- Vicious je vzpomenout v rýmu skladby české kapely Wohnout - Svaz českých bohémů: “Z těžkejch ran lížu se, včera jsme slavili, svatýho Vyšuse.” Videoklip
- V seriálu 13 Reasons Why byla ztvárněná dvojice Sid a Nancy na středoškolském maškarním. Tito dva byli nejlepší ze všech.
- Profesionální zápasník Sid Eudy používal jméno Sid Vicious jako jedno ze svých zápasnických jmen.
- Spoluzakladatel americké hackerové společnosti Cult of The Dead Cow používal jméno Sid Vicious.
- Hit americké skupiny Crazy Town, „Butterfly“ obsahuje slova, která souvisí se vztahem mezi Sidem a Nancy.
- Finská old-punková skupina Karanteeni složila píseň o Sidovi v roce 1979, před jeho smrtí, jménem „Sid Vicious“.
- Japonský hit „Koko de Kiss Shite“ od zpěvačky Shiiny Ringo se vztahuje k Viciousovi: „Jsem jediná, kdo mohl spoutat novodobého Sida Viciouse“. Jako další odkaz na něj pojmenovala jednu ze svých skladeb „Daydreaming with Sid“.
- Skladba japonské skupiny Dir en grey, „JESSICA“ má v textu „Sid Vicious and Nancy, where can I meet you“. Potom ještě Hydra obsahuje „Sid Vicious“ ve svých textech.
- Japonská skupina Buck-Tick má skladbu jménem „Sid Vicious ON THE BEACH“.
- Skladby skupiny Ramones „I Don’t Want to Live This Life (Anymore)“ a „Love Kills“ jsou o Sidovi a Nancy. Druhý zpívá Dee Dee Ramone.
- Skladba „Chickenshit Conformist“ od skupiny Dead Kennedys obsahuje verš „Imagine Sid Vicious at 35“.
- Píseň Joea Strummera „Love Kills“ je o Sidovi Viciousovi a Nancy Spungen.
- Japonský rocker Tomoyasu Hotei se ve své skladbě „Psychobilly and Pussycat“ zmiňuje o Sidovi a Nancy.
- V japonské manze Beck mají všichni členové skupiny sen, kde Sid Vicious a ostatní zesnulé rockové hvězdy uklízí po koncertě. Potom se objeví v závěrečných titulkách.
- Skladba Bon Joviho „Captain Crash and the Beauty Queen From Mars“ obsahuje řádek „We’re Sid and Nancy“.
- Britský umělec Gavin Turk se ztvárnil v soše jako Sid Vicious.
- Skupina The Exploited napsala skladbu „Sid Vicious Was Innocent“, která je o smrti Sida a Nancy.
- Skladba Johnnyho Thunderse „Sad Vacation“ je o Sidovi Viciousovi, text obsahuje řádky, které se týkají Sidových skladeb. Dvojka byli přátelé a plánovali spolu založit skupinu, ačkoliv to nezrealizovali, protože Thunders „se nesnesl s jeho přítelkyní (Spungen)“.
- V manze Nana od Ai Yazawa je postava Ren, která je vzhledem založená na Sidu Viciousovi.
- Čínská rocková skupina Silver Ash napsala skladbu jménem „Feeling Dizzy“, která ukazuje Sida Viciouse jako smutného punkáče.
- V epizodě kanadského seriálu Degrassi: The Next Generation, „Girls Just Wanna Have Fun“, se Craig Manning obleče na tanec na téma 80. let jako Sid Vicious, i když Sidova smrt předcházela desetiletí skoro o celý rok.
- V pilotním dílu seriálu Mission Hill se Andy zmiňuje, že se šeptalo, že se Sid Vicious pozvracel ve vaně.
- Ve filmu Goodfellas od Martina Scorsese hraje při závěrečných titulkách Sidova coververze skladby „My Way“.
- V šesté řadě seriálu Dawson’s Creek se Pacey a Audrey oblečou na Halloweenský večírek jako Sid a Nancy.
- V seriálu Buffy, přemožitelka upírů zpívá na konci epizody „Lover’s Walk“ Spike podle coververze Garryho Oldmana Sidovy verze skladby „My Way“. Spike byl mnohdy srovnáván se Sidem Viciousem a byl jednou z inspirací pro postavu Spika.
- V reality show bubeníka Travise Barkera ze skupiny Blink-182, Meet the Barkers, má Travis ve svém obývacím pokoji plakát z policejní fotky Sida Viciouse v domě, kde bydlel během druhé řady.
- Ve filmu Gangster No. 1 je část, kde se hlavní hrdina ohlíží do budoucnosti, kde se objevil Sid jako symbol roku 1977.
- V počítačové hře Stunts - 4D Sports Car Driving je jméno soupeře pro nejvyšší úroveň „Skid Vicious“.
- V písni „Junk Story“ od zpěváka jménem hide se jeho jméno objevuje v textu.
- Firma Mezco Toys Living Dead Doll vytvořila dvojitou soupravu panenek jménem „Romeo and Juliet“, která charakterizuje Romea v tričku s nápisem „Love Kills“ a datem smrti 2-2-79.
- Zack de la Rocha (bývalý frontman skupiny Rage Against the Machine) jednou řekl, že Sid Vicious by byl basista „skupiny jeho snů“.
- Finská rocková skupina The 69 Eyes zpívá ve své písni „Dead'N'Gone“ verš „Just like Sid and Nancy I will be bleeding after you“.